# Ignition (Unisonic)
Ignition è un EP del gruppo heavy metal tedesco Unisonic; si tratta della loro prima pubblicazione ufficiale.
Contiene 2 future canzoni del album "Unisonic", una versione live del classico degli Helloween "I Want Out" ed una traccia demo.
Della omonima prima traccia è stato tratto anche un videoclip.

## Tracce
1. "Unisonic" (Kai Hansen, Mandy Meyer, Dennis Ward) - 3:22
2. "My Sanctuary"  (Dennis Ward, Kai Hansen) - 4:13
3. "Souls Alive (Demo Version)"  (Mandy Meyer, Dennis Ward) - 5:11
4. "I Want Out" (Live Version)  (Kai Hansen) - 5:32

## Formazione
- Michael Kiske - voce
- Kai Hansen - chitarra
- Mandy Meyer - chitarra
- Dennis Ward - basso
- Kostas Zafiriou - batteria